# Chapadlo

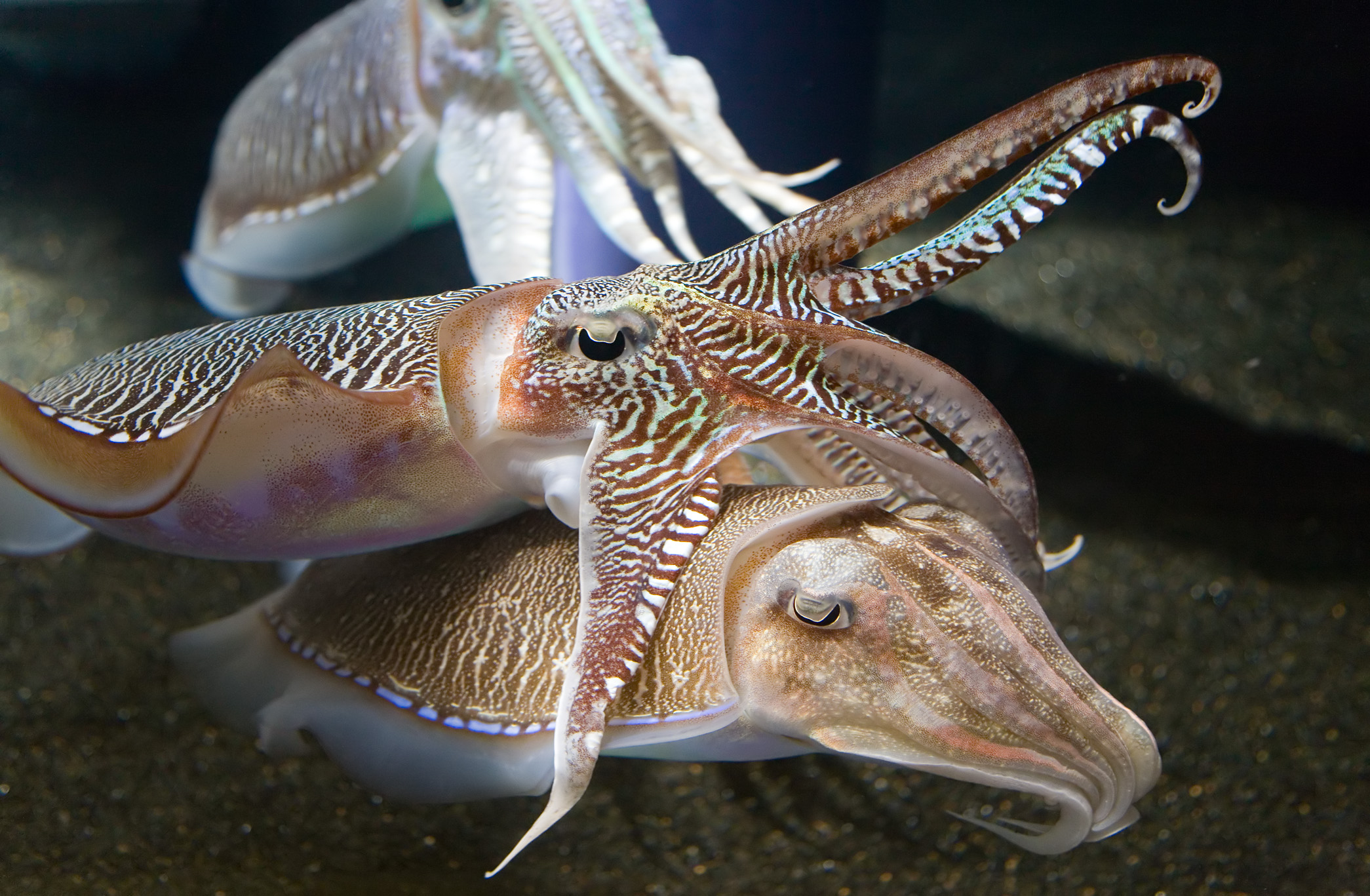
Sépie má dvě lovná chapadla a osm příústních, celkem tedy 10.

Chapadlo (někdy žahavé rameno) je druh končetiny některých živočichů. Slouží primárně k pohybu a k uchvacování kořisti. Chapadla se vyskytují zejména u hlavonožců. Žahavá ramena známe u žahavců, například korálnatců.
Chapadel je u jednoduchých druhů, jako je loděnka, okolo 30 až 90 a jsou krátká. Vyspělé druhy jich mají méně, zato jsou delší a mají přísavky. Decapodiformes (desetiramenatci) mají 8 kratších chapadel a 2 delší a Octopodiformes (chobotnice) mají 8 stejně dlouhých. Chobotnice mohou přijít o několik chapadel, která jim znovu dorostou (regenerace).
Velmi dlouhá chapadla má například krakatice obrovská.
Anglický termín tentacle zahrnuje i jiné struktury, které však v češtině název chapadlo nebo žahavé rameno nenesou.